# Кио дю Пассаж, Жоашим Жером
Жоаким Жером Кио дю Пассаж (фр. Joachim Jérôme Quiot du Passage; 9 февраля 1775, Аликсан, Дофине (ныне Департамент Дром — 12 января 1849, Ле-Пассаж, департамент Изер) — французский военачальник, наполеоновский бригадный генерал (1811), позднее — генерал-лейтенант (1823).

## Биография
Выходец из третьего сословия. После французской революции вступил добровольцем в гренадерский батальон родного департамента Дром, участвовал в осаде Тулона, сражался в Альпах и на Пиренеях. Некоторое время был в Италии адъютантом генерала (будущего маршала) Виктора, отличился в сражениях при Пастренго и при Маренго, после которого Италия снова оказалась в руках французов. Впоследствии (1805), также в качестве адъютанта, находился при маршале Ланне, в том же году произведён в полковники.
В 1806 году сражался при Йене, где пруссаки были разгромлены наголову, и был там ранен. С 1808 по 1812 год — в Испании, где шли изнурительные сражения с англичанами и местными повстанцами. Именно там Кио дю Пассаж заслужил эполеты бригадного генерала.
Когда, после поражения в России, главные силы армии Наполеона нуждались в талантливых кадрах, генерал, наряду со многими другими, был направлен в Германию, но в обернувшемся триумфом русских войск сражении при Кульме был ранен и попал в плен.
Вернувшись во Францию после отречения Наполеона, не был, как и другие военачальники императора, обделён подчёркнутым вниманием Бурбонов, но во время Ста дней примкнул к императору вновь. Когда генерал Алликс де Во по болезни не прибыл к армии в Бельгию, бригадный генерал Кио де Пассаж стал командующим пехотной дивизии и во главе её сражался при Ватерлоо, находился со своем соединением в гуще боя.
В 1823 году уволен в отставку с производством в генерал-лейтенанты.
Имя генерала Кио дю Пассажа можно найти на южной стене Парижской триумфальной арки.

## Награды
- кавалер ордена Почётного легиона
- офицер ордена Почётного легиона
- командор ордена Почётного легиона
- кавалер военного ордена Святого Людовика (1814)
- великий офицер ордена Почётного легиона (1822)
- барон Империи (21 декабря 1808)